# 波利伯孔
波利伯孔（前四世紀人物），腓力二世及亞歷山大大帝麾下的馬其頓將領，曾全程追隨亞歷山大長征。亞歷山大回到巴比倫後，他與克拉特魯斯被派往馬其頓。前323年亞歷山大剧逝，他們只走到奇里乞亞。波利伯孔與克拉特魯斯在當地停留好一陣子，之後他們到希臘協助安提帕特在拉米亞戰爭平定希臘人的叛亂。安提帕特後來到小亞細亞參與第一次繼業者之戰時，波利伯孔暫代為馬其頓攝政。帝國攝政安提帕特在前319年逝世後，波利伯孔被委任為新任帝國攝政，但他隨即與安提帕特之子卡山德發生衝突，兩人隨即進入內戰，且戰事迅速蔓延到其他的繼業者。波利伯孔與歐邁尼斯聯手對付卡山德、安提柯及托勒密。
波利伯孔表明會給予那些希臘市城自由而爭取希臘城市支持，但卡山德將波利伯孔驅逐出馬其頓，並擁護了腓力三世及其王后歐律狄刻。波利伯孔退到伊庇魯斯，在那裡他加入了亞歷山大大帝的母親奧林匹亞絲、遺孀羅克珊娜及小國王亞歷山大四世。他與奧林匹亞絲及伊庇魯斯摩羅西亞國王埃阿喀得斯組成聯軍，並與奧林匹亞絲攻回馬其頓。奧林匹亞絲成功打敗了國王腓力的軍隊，並將他俘虏殺害。卡山德從伯羅奔尼撒率軍反擊，前316年將奧林匹亞絲擒獲及處死，還軟禁羅克珊娜及小國王。
波利伯孔這次逃到伯羅奔尼撤，在那裡他仍然控制着幾個城市，之後他跟與安提柯結盟，使波利伯孔隨即控制了伯羅奔尼撤一些地區。波利伯孔將亞歷山大的私生子海格力斯作為對付卡山德最後的籌碼，但他却最終背叛了海格力斯，他在前309年將那位王子謀殺，與卡山德和解。直至他逝世的數年間，他仍然保有在伯羅奔尼撤的部分控制權，但他已不再在繼業者的舞臺上出現了。

## 參與亞歷山大遠征

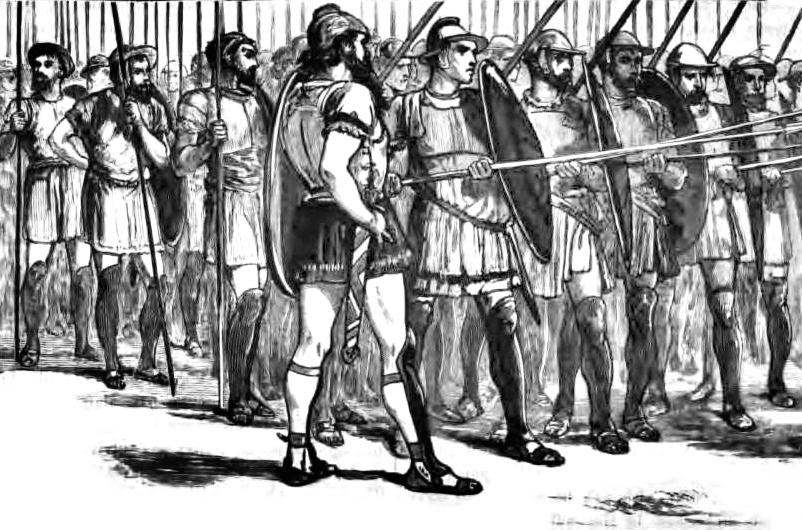
波利伯孔在亞歷山大時期帶領步兵夥友中的泰菲亞旅作戰。

他大概出生在前390年－前380年間，父親是西米阿斯，出身上馬其頓泰菲亞（Tymphaea）地區，學者Waldemar Heckel推測波利伯孔有一個姊妹嫁給同鄉的安德羅美尼斯，因此阿明塔斯、阿塔羅斯、西米阿斯、帕勒蒙等兄弟是他的外甥。
古羅馬埃里亞努斯說他曾當過強盜，但這應該是繼業者戰爭時，他的敵人們放出的毀謗謠言。儘管，他與腓力二世是同時期人物，但文獻上關於波利伯孔在腓力時期的事蹟已喪失，無疑他展現良好的軍事資質，當亞歷山大大帝繼位後，他跟隨著國王一同前去遠征。因為伊蘇斯戰役時步兵夥友泰菲亞旅指揮官托勒密戰死，波利伯孔因過往優異的表現而接替這個職位，率領泰菲亞旅作戰。在高加米拉戰役前夕的作戰會議中，波利伯孔贊同大將帕曼紐發動夜襲的方案，然而這方案雖未受到亞歷山大青睞，但也說明波利伯孔在軍事上的性格傾向。
在波斯門戰役中，菲羅塔斯率領波利伯孔、科那斯、阿敏塔斯的方陣部隊越過阿拉斯河，與亞歷山大迂迴的軍隊合擊敵軍。後來在前328年亞歷山大征戰索格底亞那時，波利伯孔、墨勒阿革洛斯、阿塔羅斯、高爾吉亞的部隊被留在巴克特里亞，在克拉特魯斯的統領下掃蕩並防衛叛軍的侵擾。前327年，亞歷山大大帝率軍返回巴克特里亞，命大將克拉特魯斯率領波利伯孔、阿塔羅斯、阿爾塞塔斯的部隊前去索格底亞那掃蕩未完成的地區，後來波利伯孔離開克拉特魯斯大隊從事其他任務，完成後回到巴克特里亞向亞歷山大覆命。這時亞歷山大正在引進波斯宮廷的服從禮（proskynesis），當波利伯孔看到波斯人向亞歷山大跪拜時的姿態感覺很滑稽，他大聲的嘲笑他們，這讓亞歷山大惱羞成怒，命人把波利伯孔粗魯地逮住並收入大牢之中，後來他才被釋放。
亞歷山大征服印度時，他也受命跟著征討，攻陷並降伏很多城市與部族，並參與了阿薩西尼亞人（Assakenoi）的圍攻。在征戰中波利伯孔多數時間都跟著克拉特魯斯一起行動，這也顯示波利伯孔多跟克拉特魯斯較為親近熟悉。希達斯皮斯河戰役中，波利伯孔和阿爾塞塔斯的部隊在克拉特魯斯率領下，在河的西岸擔任佯攻的任務，吸引了敵軍的注意力。之後亞歷山大順著印度河而下，當亞歷山大把軍隊分成兩路進軍，由克拉特魯斯和赫費斯提翁分別統帥，此時波利伯孔短暫的與赫費斯提翁軍一起行動，但不久就被派到克拉特魯斯的那一路。
不清楚波利伯孔是跟著克拉特魯的軍隊途經阿拉霍西亞、德蘭吉亞那（Drangiana）至卡曼尼亞返回蘇薩，還是跟著亞歷山大直接橫越格德羅西亞沙漠。在前324年俄庇斯（Opis），亞歷山大命克拉特魯斯帶著馬其頓老兵返回馬其頓，又因為此時克拉特魯斯身體欠佳，無法保證他可以走完全程。亞歷山大又命軍中老資歷的波利伯孔擔任副官，以免克拉特魯斯亡故後無人可以帶領士兵們。另一方面，亞歷山大命克拉特魯斯返鄉的另一個用意就是要取代老臣安提帕特的職位，如果克拉特魯斯途中出了什麼差錯，意思亞歷山大就會讓波利伯孔去取代安提帕特。

## 平定色薩利叛亂
前323年克拉特魯斯和波利伯孔的歸途走得相當慢，當亞歷山大大帝於巴比倫逝世的消息傳來時，他們才走到奇里乞亞，只得暫時留在當地靜觀其變。前322年克拉特魯斯決定率領全軍返回歐洲救援被希臘聯軍圍攻的安提帕特，波利伯孔也一同前往。隨著第一次繼業者戰爭爆發，安提帕特和克拉特魯斯發動大軍討伐帝國攝政佩爾狄卡斯，他們留下波利伯孔留守馬其頓，暫管歐洲事務。埃托利亞人因為與佩爾狄卡斯有秘密盟約，他們趁著馬其頓空虛之時，由亞歷山德羅斯（Alexandros）率12,000名步兵和500名騎兵入侵色薩利地區，負責當地防務的馬其頓將軍伯吕克里斯（Polycles）也被擊敗，這激起色薩利人再度反抗馬其頓的統治，大多數的色薩利城鎮都加入這次叛亂，而色薩利人與埃托利亞人會師後總計共25,000名步兵和1,500名騎兵，這隻大軍威脅著波利伯孔和馬其頓本土。波利伯孔連忙招集部隊率領大軍南下，他設法讓阿卡納尼亞人入侵埃托利亞的家園，迫使埃托利亞軍返國，之後再率全軍擊敗勢單力搏的色薩利軍，色薩利軍統帥法薩盧斯的門農門農戰死於沙場，波利伯孔因此平定了這場叛亂。
隨著東方第一次繼業者戰爭結束，戰後的特里帕拉迪蘇斯分封協議中安提帕特當上新任帝國攝政，安提帕特之子卡山德則為輔政大臣（Chiliarch），波利伯孔因過往聲望與功績的關係，他的兒子亞歷山大成為國王腓力三世的近身護衛官。之後，安提帕特帶著兩位國王和馬其頓王軍返回故土。安提帕特之子卡山德因不擅武勇並沒有跟隨亞歷山大東征，他野心勃勃，前319年安提帕特病危之前是卡山德代理事務，但安提帕特臨死時卻推舉波利伯孔為新任帝國攝政，作為自己的繼任者，這讓卡山德大為不滿，他不願甘居於他人之下。學者哈蒙德（N. G. L. Hammond）認為當時的馬其頓全軍大會擁有最終的帝國攝政人事決定權，當時軍中資歷深厚的波利伯孔聲望遠高於卡山德，這讓軍隊傾向由波利伯孔為繼任人選，安提帕特因而考量當時的情況而推舉波利伯孔為候選人，而不是自己兒子。

## 馬其頓帝國攝政
前319年波利伯孔成為馬其頓帝國攝政，但隨著安提帕特一死，埃及的總督托勒密就併吞了敘利亞總督拉俄墨東的轄區，亞細亞統帥安提柯也對呂底亞總督克利圖斯展現侵略企圖，野心勃勃的總督們開始挑戰著新任帝國攝政權威，更危急的是卡山德叛變的意圖更加明顯，使希臘和馬其頓內部分成兩個派系。儘管波利伯孔這時掌控國王和王軍與馬其頓本土，但因安提帕特數年來對希臘、馬其頓的統治，家族的勢力根深蒂固，尤其是南方希臘城市多由親安提帕特的寡頭和僭主政權控制，為了削減卡山德的力量，他以國王的名義發布〈希臘自由令〉，要讓希臘城市重新獲得自由與民主。〈希臘自由令〉與亞歷山大大帝的〈放逐者赦免令〉（Exiles Decree）有異曲同工之處，當初亞歷山大要克拉特魯斯去執行這項命令，就是要破壞安提帕特在希臘的寡頭和僭主勢力。波利伯孔透過此法也可以讓士兵們回想起亞歷山大大帝的政策，他還試圖重建科林斯同盟，並彰顯自己是腓力二世和亞歷山大政策的擁護者。
波利伯孔還表現出自己是阿吉德王室守護者的姿態，爭取士兵們支持，他計畫邀請亞歷山大大帝的母親奧林匹亞絲回國內來擔任小國王亞歷山大四世的攝政兼監護人，奧林匹亞絲先前因為與安提帕特結仇而返回娘家伊庇魯斯。卡山德則親自前去小亞細亞與安提柯會面，雙方結成同盟對抗波利伯孔，安提柯提供卡山德一支4,500名士兵和35艘戰艦的協助。波利伯孔為了反擊安提柯的介入，他赦免先前保皇派歐邁尼斯的死罪，並給予他亞細亞統帥與使用東方王家資金的使用權限，更以王家的名義要求各東方總督和銀盾兵團遵從歐邁尼斯的命令討伐叛變的安提柯。
前318年波利伯孔帶著國王與王軍南下，以〈希臘自由令〉的名義要解放希臘各城市，首要目標就是雅典。雅典此刻被卡山德的將領尼卡諾爾先後佔據城外附近的戰略要地穆尼基亞（Munichia）和比雷埃夫斯而態度搖擺不定，因尼卡諾爾的決斷與拖延戰術，讓卡山德得以適時帶領船隊增援尼卡諾爾。眼看無法輕易逐出卡山德的軍隊以及缺少補給，波利伯孔留下自己的兒子亞歷山大率領一小部分軍隊繼續圍攻卡山德和尼卡諾爾，自己率大軍南下伯羅奔尼撒剷除親卡山德的希臘城市。波利伯孔的策略很成功，許多希臘城市都爆發政變驅逐了親卡山德的首腦，唯有重鎮邁加洛波利斯仍掌握在卡山德手中。波利伯孔於是率領大軍展開邁加洛波利斯圍城戰，然而就當攻勢受到重挫之後，波利伯孔喪失耐心，他留下小部隊慢慢圍城後，自己率大隊處理其他事務。

## 重挫

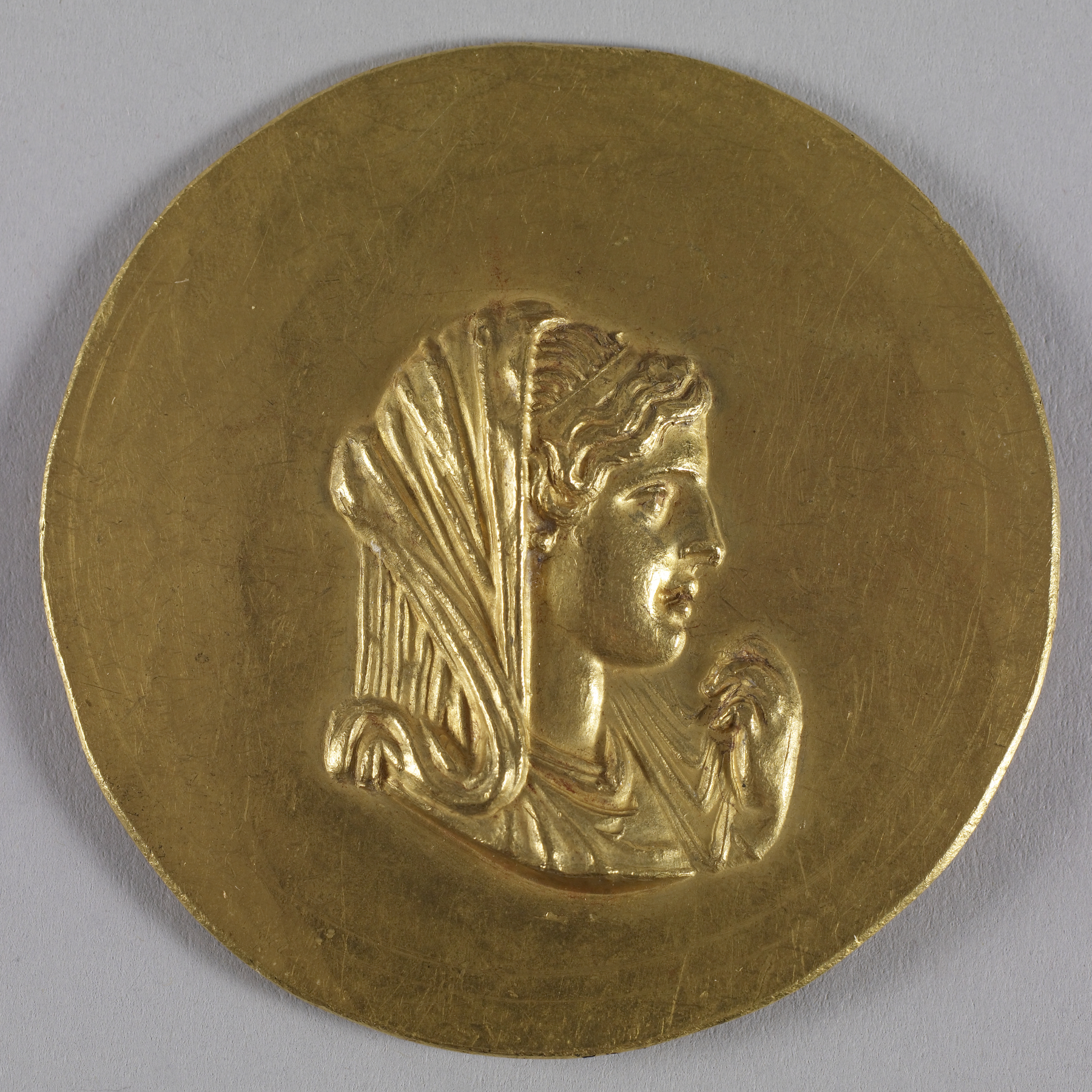
古羅馬紀念奧林匹亞絲的金幣，她是亞歷山大大帝之母，與波利伯孔有著緊密的合作。

史料上之後沒有記載邁加洛波利斯圍城戰的後續，但無疑並沒有拿下這座城市，這對當地的希臘城市開始懷疑波利伯孔的力量，一些希臘城市開始轉投往卡山德陣營。壞事接二連三，波利伯孔派遣克利圖斯率領馬其頓艦隊去拯救被安提柯圍攻的赫勒斯滂弗里吉亞總督阿里達烏斯，不僅救援成功還合併了他的殘軍。卡山德對此反制，他也派尼卡諾爾率領艦隊前去與安提柯的艦隊會合，雙方艦隊在拜占庭戰役展開海戰，克利圖斯大獲全勝，但當夜安提柯親自率領陸軍夜襲克利圖斯的營地，導致克利圖斯的全軍覆沒。這再一度重挫波利伯孔的聲望，雅典得知海戰結果後最終也倒向卡山德。波利伯孔為了挽回頹敗的聲勢，他親自前去伊庇魯斯邀請奧林匹亞絲出山返回馬其頓。趁著這個機會卡山德在前317年春季發動進攻馬其頓的行動，並獲得不少馬其頓人的支持。對許多馬其頓和希臘人而言，波利伯孔被認為缺乏智慧和行動力對抗卡山德。
更糟的是，因為國王腓力三世和王后歐律狄刻被留在馬其頓本土，且波利伯孔不在國內，失去了對他們的掌控。王后歐律狄刻就以腓力三世的名義宣布剝奪波利伯孔的帝國攝政之位，把這個職位授予卡山德，還命令波利伯孔交出軍隊控制權。對波利伯孔來說這是最沉重的打擊，其中這一切無疑是卡山德策動歐律狄刻的。歐律狄刻的行動最終讓奧林匹亞絲接受了波利伯孔的提議，成為孫子亞歷山大四世的攝政，她與伊庇魯斯國王埃阿喀得斯率領伊庇魯斯軍與波利伯孔一同進軍馬其頓，擊敗歐律狄刻的軍隊後收復馬其頓。隨後奧林匹亞絲殺了王后歐律狄刻和國王腓力三世，奧林匹亞絲一連串倒行逆施的行為引起馬其頓人不滿，波利伯孔也沒有制止奧林匹亞絲不妥的行為。另一方面，也是這段期間波利伯孔勢力發行《亞歷山大大帝的最後十天與遺囑》（The Last Days and Testament of Alexander the Great），這是一本在真實歷史中參入一些虛假和偽造的文宣小冊子，目的是指控亞歷山大是被安提帕特家族毒死來詆毀卡山德，內容還偏袒奧林匹亞絲和羅克珊娜，並強調亞歷山大四世的合法性。
卡山德知曉奧林匹亞絲的行動後開始從希臘伯羅奔尼撒率軍北返，波利伯孔的盟友埃托利亞人在溫泉關試圖阻止卡山德北上，但遭到卡山德巧妙地走海路繞開。對於卡山德的反攻，奧林匹亞絲和波利伯孔沒有準備完善，波利伯孔連忙率軍進入色薩利意圖阻止卡山德進入馬其頓，但被卡山德的偏師所阻止，只能眼睜睜看著卡山德的大軍把奧林匹亞絲和亞歷山大四世圍困在彼得那。波利伯孔和其他效忠奧林匹亞絲的將領如阿瑞斯托諾斯、摩尼穆斯等都被卡山德的軍隊所阻，無法救援奧林匹亞絲，波利伯孔自己還被敵人圍困在色薩利的佩爾海比亞（Perrhaibia）地區的一座城鎮中，士兵們還逐漸叛逃到卡山德軍去。前316年奧林匹亞絲的死訊傳來，絕望的波利伯孔只得帶著一小隊人馬突出重圍，逃往盟友埃托利亞那裡去。

## 殘喘
波利伯孔在伯羅奔尼撒還有一些力量，他的兒子亞歷山大還守在那裡，但當卡山德安頓好馬其頓的事務後，率軍南下準備收拾波利伯孔。亞歷山大儘管在科林斯地峽佈下堅強的防線，但掌握制海權的卡山德再一次透過海路繞過，登陸半島，攻下阿爾戈斯並取下了麥西尼亞地區。就當波利伯孔岌岌可危之時，東方的時局發生轉機，卡山德的盟友們與安提柯鬧翻，雙方爆發第三次繼業者戰爭。前315年自封為帝國攝政的安提柯派遣使者米利都的阿里斯托德穆斯與波利伯孔接觸，安提柯願意資助波利伯孔抵抗卡山德，但條件是波利伯孔需納入安提柯的旗下。波利伯孔允諾了條件，成為安提柯的伯羅奔尼撒統帥。
卡山德試圖策動波利伯孔背棄安提柯，這沒有奏效，之後他把策動目標轉為波利伯孔之子亞歷山大，派遣普瑞迫勞斯成功誘導亞歷山大叛變，使他成為卡山德的伯羅奔尼撒統帥。這大大傷害了波利伯孔的聲望和信用，似乎他連自己兒子都沒法控制；或者這也很可能是波利伯孔已經是70多歲的年邁老人，他已經退休把權限讓給了他兒子；又或者是這對父子的合謀。無論如何，安提柯勃然大怒，他派遣侄子特勒思弗洛斯率軍進攻亞歷山大的城市，僅剩亞歷山大重兵鎮守的西库翁和科林斯沒有拿下。很可能亞歷山大反覆的對外政策，激怒了西库翁人，他在前314年被刺殺了。亞歷山大之死讓半退休的波利伯孔被迫走到幕前，儘管名義上他可能仍臣屬於安提柯，但西库翁和科林斯這兩座城市已被亞歷山大的遺孀克拉特西波麗絲控制並臣屬於卡山德，波利伯孔只剩一點殘餘勢力，而之前兒子的背叛行為也使安提柯無法釋懷，碑文提到安提柯試圖孤立波利伯孔，不許其他繼業者與波利伯孔結盟。前311年的諸侯和約（Peace of the Dynasts）並沒有提到波利伯孔，意味著卡山德可以任意地攻擊他。

## 背叛

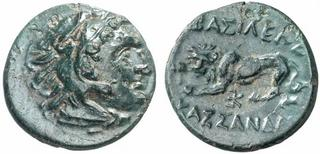
卡山德的錢幣，銘刻著 ΒΑΣΙΛΕΩΣ ΚΑΣΣΑΝΔΡΟΥ，即「國王卡山德的」之義。卡山德是波利伯孔多年的仇敵，但波利伯孔最後臣服於他

前310年卡山德策反了安提柯的侄子托勒密，使安提柯在希臘的勢力幾乎崩潰。可能在安提柯的資金援助下，波利伯孔決定利用自己過往的帝國攝政身份，他高舉亞歷山大大帝的私生子海格力斯的旗號，以正統阿吉德王室血統為號召，派人與馬其頓國內許多人聯絡，計畫擁立海格力斯為馬其頓國王。更可能波利伯孔早已得到情報已知亞歷山大四世已被卡山德害死，又因卡山德軟禁正統國王亞歷山大四世的消息人人皆知，使得馬其頓國內支持波利伯孔的人很多，聲勢浩大。前309年，波利伯孔得到盟友埃托利亞人的支持，率領20,000名步兵和1,000名騎兵準備攻入馬其頓境內，他率兵進入自己的家鄉上馬其頓泰菲亞與卡山德親自率領的軍隊對峙，卡山德害怕自己的馬其頓士兵一與波利伯孔軍對陣就會倒戈，暗自派人遊說波利伯孔。勸他說如果海格力斯當上國王，這位已成年的新國王不會事事都聽你擺布，他更可能會聽從其他人（如安提柯）。反之，若與卡山德合作，則卡山德會與你共享一切殊榮，不僅歸還馬其頓的家產，還會擁有軍權以及伯羅奔尼撒統帥之位。波利伯孔因此被說服，他殺了海格力斯，投靠了卡山德。
卡山德遵從協議給了波利伯孔的一支馬其頓部隊讓他回去伯羅奔尼撒上任，但波利伯孔先前的大軍因為波利伯孔背信的關係都散去，加上他的伯羅奔尼撒和維奧蒂亞州等希臘前盟友們也派兵反對他，使他兵至羅克里斯（Locris）就無法再南下，之後他可能返回馬其頓或是留在希臘的羅克里斯。前306年卡山德趁著安提柯之子德米特里一世進攻羅德島之際，率領大軍與波利伯孔入侵進攻雅典的阿提卡地區，隨後卡山德攻入伯羅奔尼撒，扶持波利伯孔成為伯羅奔尼撒統帥。德米特里一世從羅德圍城戰失利之後，率領艦隊攻回希臘，卡山德在希臘的城市很快易手，波利伯孔在伯羅奔尼撒苦苦支撐，他的重要城市奧爾霍邁諾斯依舊失守。已經很年邁的波利伯孔之後可能還會活一陣子，也可能還在伯羅奔尼撒佔有一小塊勢力，但之後就沒出現在歷史之中了。學者Thomas Lenschau猜測他在前301年伊普蘇斯戰役之後還活著，另一位學者Beloch則猜想前295年德米特里一世進攻麥西尼（Messene）的舉動，是在對付他。
無論如何波利伯孔在繼業者戰爭中展現驚人的韌性，他堅強的政治壽命也令人費解。當代的名將皮洛士曾經大力稱讚波利伯孔的軍事能力，但後世對於他的軍事和政治評價卻是無能和笨拙。他背叛了他過往對希臘自由的諾言，也背叛了馬其頓王室，這些都是他之前高舉的政治招牌，也是如此在前317年以後他不再視為繼業者中一個主要力量，只能依偎在安提柯和卡山德之間搖擺。

## 註腳
1. ↑  Richard A. Billows ,1997, 第80頁
2. ↑  查士丁, 《腓利史概要》, 14.6.1
3. ↑  Waldemar Heckel ,2008, 第230頁
4. ↑  狄奧多羅斯, 《歷史叢書》, 17.57
5. ↑  Waldemar Heckel ,2012, 第174頁
6. ↑  埃里亞努斯, 《雜聞軼事》, 12.43
7. ↑  阿里安, 《亞歷山大遠征記》2.12
8. ↑  庫爾蒂烏斯, 《亞歷山大大帝史》, 4.13.7
9. ↑  庫爾蒂烏斯, 《亞歷山大大帝史》, 5.4.20
10. ↑  阿里安, 《亞歷山大遠征記》4.17
11. ↑  阿里安, 《亞歷山大遠征記》5.11
12. ↑  阿里安, 《亞歷山大遠征記》7.12
13. ↑  Waldemar Heckel ,2012, 第178頁
14. ↑  查士丁, 《腓利史概要》, 13.6.9
15. ↑  狄奧多羅斯, 《歷史叢書》, 18.38
16. ↑  阿里安, 《亞歷山大死後之事》（Events after Alexander）1.38
17. ↑  狄奧多羅斯, 《歷史叢書》, 18.49
18. ↑  Ian Worthington ,2016, 第105頁
19. ↑  哈蒙德 ,1988, 第130頁
20. ↑  普魯塔克, 《希臘羅馬名人傳:福基翁》32.1
21. ↑  Waldemar Heckel ,2012, 第179頁
22. ↑  Ioanna Kralli ,2017, 第90頁
23. ↑  狄奧多羅斯, 《歷史叢書》, 18.55
24. ↑  狄奧多羅斯, 《歷史叢書》, 18.58
25. ↑  Edward Anson ,2004, 第169頁
26. ↑  狄奧多羅斯, 《歷史叢書》, 18.68
27. ↑  狄奧多羅斯, 《歷史叢書》, 18.70
28. ↑  狄奧多羅斯, 《歷史叢書》, 18.71
29. ↑  波利艾努斯, 《戰略》, 4.6.8
30. ↑  O'Sullivan ,2009, 第39頁
31. ↑  狄奧多羅斯, 《歷史叢書》, 18.75
32. ↑  Waldemar Heckel, 《The Last Days and Testament of Alexander the Great: A Prosopographic Study》, Historia Einzelschriften,Heft 56 (Stuttgart, 1988)
33. ↑  狄奧多羅斯, 《歷史叢書》, 19.35
34. ↑  Elizabeth Donnelly Carney ,2006, 第80頁
35. ↑  狄奧多羅斯, 《歷史叢書》, 19.52
36. ↑  狄奧多羅斯, 《歷史叢書》, 19.61
37. ↑  狄奧多羅斯, 《歷史叢書》, 19.63
38. ↑  狄奧多羅斯, 《歷史叢書》, 19.64
39. ↑  Grainger, 2019, 第177頁
40. ↑  狄奧多羅斯, 《歷史叢書》, 19.66
41. ↑  W.Dittenberger, 《Orientis Graeci Inscriptiones Selectae》 i 5,
42. ↑  C. Bradford Welles, 《Royal Correspondence in the Hellenistic Period》 RC_1 ,P.6
43. ↑  Grainger, 2019, 第172頁
44. ↑  狄奧多羅斯, 《歷史叢書》, 20.20
45. ↑  狄奧多羅斯, 《歷史叢書》, 20.28
46. ↑  Grainger, 2019, 第180頁
47. ↑  狄奧多羅斯, 《歷史叢書》, 20.103
48. ↑  Thomas Lenschau, 《Realencyclopädie der classischen Altertumswissenschaft》 ,“Polyperchon (1)”; Sandberger 179 no. 67
49. ↑  K.J.Beloch, 《Griechische Geschichte, vols. 4》 , iv2 2.445
50. ↑  普魯塔克, 《希臘羅馬名人傳:德米特里》33.3-4
51. ↑  Waldemar Heckel ,2012, 第189頁